# Iolanda Cintura
Iolanda Maria Pedro Campos Cintura Seuane (24 de outubro de 1972) é uma química e política moçambicana. Foi Ministra da Mulher e dos Assuntos Sociais de 2010 a 2014 e governadora da capital Maputo.

## Infância e educação
Cintura nasceu em 24 de outubro de 1972 em Vila Pery (atual Chimoio), província de Manica. Frequentou a escola primária na Beira antes de se mudar para Maputo para os estudos secundários. Estudou química na Universidade Eduardo Mondlane, graduando-se em 1999. Também recebeu certificados em gestão de combustíveis do Norwegian Petroleum Institute (1999), relações de energia do Departamento de Energia dos Estados Unidos (2001) e gestão da Universidade Pedagógica de Maputo (2007 e 2011).

## Carreira
Cintura é membro da Frente de Libertação de Moçambique e ocupou vários cargos no Ministério da Energia de 2000 a 2010. A 15 de Janeiro de 2010, foi nomeada para o gabinete pelo Presidente Armando Guebuza, como Ministra da Mulher e dos Assuntos Sociais. Nesta condição, fez uma declaração à Comissão das Nações Unidas sobre a Situação da Mulher, na cidade de Nova York, em 2012. Em abril de 2013, presidiu a reunião da Comunidade de Desenvolvimento da África Austral de ministros responsáveis pelo género e assuntos da mulher em Maputo.
Após as eleições presidenciais de 2014, Filipe Nyusi não manteve Cintura no cargo, mas em janeiro de 2015 nomeou-a governadora.
Cintura é membro do Conselho Nacional de Luta contra a AIDS desde 2010 e é presidente do Conselho Nacional para o Progresso da Mulher.

## Vida pessoal
É casada com Mário Seuane e tem dois filhos.

## ligações externas
- Biografia do governo